# Nincsen nekem vágyam semmi
A Nincsen nekem vágyam semmi 2000-ben bemutatott magyar filmdráma Mundruczó Kornél rendezésében. 

## Cselekmény
|  | Alább a cselekmény részletei következnek! |

A fiatal házaspár, Brúnó (Nagy Ervin) és felesége, Mari (Kovács Martina) egy vidéki faluban élnek. Brúnó Mari bátyjával, a homoszexuális Ringóval (Rába Roland) kettős életet él. Mari úgy tudja, hogy férje és testvére dolgozni járnak fel Budapestre, de valójában bűnöző életmódot folytatnak, házakba törnek be, és férfiakat elégítenek ki pénzért, például a neves ügyvédet (Csuja Imre).     
|  | Itt a vége a cselekmény részletezésének! |

## Szereplők
- Nagy Ervin – Brúnó
- Rába Roland – Ringó
- Kovács Martina – Mari
- Csuja Imre – ügyvéd
- Somody Kálmán – apa
- Szirtes Ági – anya
- Csányi Sándor – strici
- Dióssi Gábor – transzvesztita
- Hujber Ferenc – biztonsági őr
- Tóth Emese – rendőrnő 1.
- Molnár Erika – rendőrnő 2.
- Czakó Klára – kalauznő
- Rezes Judit – nővér
- Kupcsok Zoltán – transzvesztita
- Lengyel Tamás –

## A film zenéje

### Számok listája
1. Tallér Zsófia, Bruzsa Gábor és Faltay Csaba – "Zenedoboz" – 1:29
2. Tallér Zsófia, Bruzsa Gábor és Faltay Csaba – "Repülés" – 6:59
3. Tallér Zsófia, Bruzsa Gábor és Faltay Csaba – "Régi zongora'" – 1:45
4. Tallér Zsófia, Bruzsa Gábor és Faltay Csaba – "Utazás" – 2:05
5. Tallér Zsófia, Bruzsa Gábor és Faltay Csaba – "Menekülés" – 4:28
6. Tallér Zsófia, Bruzsa Gábor és Faltay Csaba – "Repülés II." – 6:27
7. Tallér Zsófia, Bruzsa Gábor, Faltay Csaba és Zsari Tamás – "Coda" – 5:08
8. Tallér Zsófia, Bruzsa Gábor, Faltay Csaba és DJ Redo – "Repülés (DJ Redo remix)" – 6:40
9. Tallér Zsófia, Bruzsa Gábor, Faltay Csaba, Zsari Tamás és Beatman – "Coda (Beatman remix)" – 5:26
10. Tallér Zsófia, Bruzsa Gábor, Faltay Csaba és DJ Kakao – "Repülés (DJ Kakao remix)" – 4:26
11. Tallér Zsófia, Bruzsa Gábor, Faltay Csaba, Bab és Tcha' – (Bab & Tcha' remix)" – 4:20

## Érdekességek a filmről
- A filmben a Színház- és Filmművészeti Egyetem 2001-ben oklevelet szerzett hallgatói közül többen (Csányi Sándor, Kovács Martina és Lengyel Tamás) is szerepelnek.
- Rába Rolandnak, Kovács Martinának és Lengyel Tamásnak is ez volt az első filmje.
- Mundruczó Kornél első mozifilmje.
- A film címét (Nincsen nekem vágyam semmi) a népszerű alternatív zenekar, a 2. Műsor Tánczenekar Alain Delon szeretnék lenni című számának a refrénjéből kölcsönözték (amit a Macskanadrág nevű punkzenekar is feldolgozott). Az említett refrént a filmben Rába Roland karaktere énekli is.[2]